# Port lotniczy Wake
Port Lotniczy Wake (ang. Wake Island Airfield) – port lotniczy zlokalizowany w atolu Wake (Dalekie Wyspy Mniejsze Stanów Zjednoczonych).